# Vareniklin
Vareniklin (prodávaný pod obchodním názvem Champix v Evropě a Kanadě, nebo Chantix v USA) je lékem na předpis určeným k léčbě závislosti na nikotinu při odvykání kouření. Vareniklin je zároveň prvním lékem bez obsahu nikotinu, který byl účelně vyvinut pro odvykání kouření.
Tento lék je prvním parciálním agonistou nikotinových receptorů. Odvykání kouření s tímto přípravkem přináší čtyřnásobně vyšší šanci na úspěch oproti odvykání bez farmakoterapie a je v současné době nejúspěšnějším způsobem léčby závislosti na nikotinu. Agonistická aktivita vareniklinu zmírňuje abstinenční příznaky nedostatku nikotinu a jeho antagonistická funkce snižuje pocit uspokojení z kouření a tím kuřákovu vazbu na cigaretu.
Vareniklin je k dostání již od března 2007 pod názvem Champix i v České republice. Výrobcem je farmaceutická společnost Pfizer.

## Použití a dávkování
Vareniklin je určen pro léčbu závislosti na nikotinu. Vedle nikotinových náhražek (např. nikotinové náplasti) a bupropionové či nortriptylinové léčby (jedná se primárně o antidepresiva) je jedním z léčebných prostředků pro odvykání kouření a léčbu závislosti na tabáku.
Vareniklin se užívá ve formě 0,5 mg a 1 mg tablet. Dávkování je různé od 0,5 mg do 2 mg denně v závislosti na postupu léčby. První tři dny se užívá pouze 0,5 mg denně, následně čtyři dny 2× denně a od druhého týdne pak 1 mg tablety dvakrát denně.

## Délka léčby
Celá léčba s vareniklinem by měla trvat minimálně 12 týdnů. Při předčasném skončení léčby hrozí riziko návratu ke kouření. Lékař může rozhodnout o prodloužení léčby na šest měsíců a postupném snižování dávky, zvláště pokud by se u pacienta objevovaly abstinenční příznaky spojené s odvykáním. Studie ukázaly, že šance na dlouhodobou abstinenci je po 12týdenní léčbě zhruba čtyřnásobně vyšší oproti odvykání kouření bez farmakoterapie.

## Účinek vareniklinu
Vareniklin je nový, vysoce selektivní parciální agonista nikotin-acetylcholinových receptorů α4β2. Brání nikotinu navázat se na nikotinové receptory α4β2 a zároveň vyvolá uvolnění určitého množství dopaminu.
Vareniklin se řadí mezi parciální agonisty, poskytuje dopaminovou stimulaci a snižuje tím abstinenční příznaky nedostatku nikotinu v těle. Hladina dopaminu, který vylučuje, je nižší než množství dopaminu vylučovaného následkem přísunu nikotinu z cigarety. Přesto je dostatečná, aby odvykajícímu kuřákovi pomáhala lépe zvládat abstinenční příznaky. Antagonistický vliv vareniklinu způsobuje blokaci příjemných pocitů po vykouření cigarety, které jsou způsobeny právě vylučováním návykového množství dopaminu. Cigareta kuřákovi mnohem méně chutná a antagonistický vliv je tak prevencí případného relapsu.

## Mechanismus účinku
Vareniklin se s vysokou afinitou a selektivitou váže na acetylcholin-nikotinové receptory α4β2. Účinnost vareniklinu při odvykání kouření spočívá především v jeho agonistické aktivitě na α4β2 nikotinových receptorech, přičemž zároveň svojí antagonistickou aktivitou brání nikotinu, aby se na receptory navázal.
Elektrofyziologické studie in vitro a neurochemické studie in vivo prokázaly, že vareniklin se váže na α4β2 nikotinové receptory v mozku a stimuluje je k aktivitě, která při kouření vzniká působením nikotinu. Intenzita této aktivity je ovšem mnohem nižší než při stimulaci nikotinem.
Vareniklin také blokuje schopnost nikotinu aktivovat receptory α4β2 a stimulovat mesolimbický dopaminergní systém, což je mechanismus umocňující návyk a pocit odměny po vykouření cigarety. Vareniklin je vysoce selektivní a váže se silněji na α4β2 receptory než na běžné nikotinové receptory nebo jiné mozkové nenikotinové receptory či transportéry.

## Vedlejší účinky léčby vareniklinem
Vzhledem k tomu, že odvykání kouření bývá samo o sobě spojováno s nepříznivými abstinenčními příznaky, nelze během studií plně odhalit, které vedlejší příznaky způsobuje pouze nedostatek nikotinu a které farmakoterapie. Léčba vareniklinem se ovšem soustřeďuje a podporuje právě omezení abstinenčních příznaků vzniklých nedostatkem nikotinu.
Vareniklin má výskyt závažnějších nežádoucích účinků. Část z nežádoucích účinků, jako nausea, podrážděnost, nespavost nebo bolest hlavy se projevuje především během prvního týdne léčby, posléze většina z nich sama odezní. Nevolnosti se daří většinou předejít zapitím tablety dostatečným množstvím vody (cca 2 dcl).
Hmotnostní přírůstek zaznamenaný ve 12 týdenních studiích byl maximálně 3 kg, tedy podobně jako u placeba.
Nedoporučuje se podávání během těhotenství, protože dosavadní studie zatím dostatečně neprokázaly potenciální riziko pro člověka. Vareniklin může mít také v některých případech střední vliv na schopnost řídit a obsluhovat stroje. Pacientům se proto doporučuje, aby na začátku léčby neřídili a neovládali náročné stroje, dokud si neověří, zda přípravek neovlivňuje jejich schopnost tyto činnosti vykonávat.
Závažné vedlejší účinky, pozorované v USA, uváděné výrobcem v příbalové informaci a SÚKL zahrnují například myšlenky na sebevraždu, deprese, zažívací problémy různého typu.
Lék má známé interakce s jinými léky. Jsou to theofylin, warfarin, inzulin a cimetidin.